# Thymétès (Troie)
Pour les articles homonymes, voir Thymétès.
Dans la mythologie grecque, Thymétès ou Thymoétès (en grec ancien Θυμοίτης / Thumoítês, en latin Thymoetes) est un Troyen.

## Mythe
Selon Homère, il possède un âge déjà avancé lors du siège de la ville, ce qui le dispense de combats et observe la guerre depuis les Portes Scées. Il siège au conseil des princes troyens, aux côtés notamment de Priam.
Sa légende complète est peut-être l'objet d'une évocation de Lycophron. Néanmoins elle n'est pas développée de façon certaine avant Euphorion de Chalcis : Cilla, épouse de Thymétès, met au monde un enfant le même jour qu'Hécube, femme de Priam. Un oracle annonçant à ce dernier que ce jour-là devait naître celui qui causerait la ruine de Troie, Priam fait mettre à mort Cilla et son enfant mais préserve son fils, Pâris, futur responsable de la guerre.
Virgile en fait le premier Troyen à réclamer l'introduction du cheval de Troie dans les murs de la cité, en se demandant s'il ne s'agissait pas d'une « fourberie », allusion probable à la légende d'Euphorion (l'introduction du cheval étant dictée par un désir de vengeance). Chez Quintus de Smyrne, il livre un discours défaitiste après la mort de Penthésilée.